# Magne Haga
Magne Haga (Nannestad, 14 settembre 1994) è un fondista norvegese.

## Biografia
Haga, attivo in gare FIS dal gennaio del 2011, in Coppa del Mondo ha esordito il 14 marzo 2015 a Oslo (12º) e ha ottenuto il primo podio il 9 dicembre 2018 a Beitostølen (3º). In carriera non ha mai preso parte a rassegne olimpiche o iridate.

## Palmarès

### Mondiali juniores
- 1 medaglia:
  - 1 argento (staffetta a Liberec 2013)

### Coppa del Mondo
- Miglior piazzamento in classifica generale: 73º nel 2019
- 1 podio (a squadre):
  - 1 terzo posto